# Тереспольские ворота
Тереспольские ворота — одни из пяти (!!!) ворот Кольцевой казармы, ведущих в Цитадель Брестской крепости.

## История
Названы по имени польского города Тересполь. Выходят на берег Буга. В XIX веке здесь был подвесной мост, пострадавший в 1915 году во время военных действий в Первую мировую войну, разрушенный во время Второй мировой войны. Ворота построены в классическом стиле в XIX веке.
До Великой Отечественной войны имели три этажа и башню сверху. Внутри верхней части было два огромных бака для воды, из которых вода подавалась в водопровод Цитадели. 22 июня 1941 года вермахт атаковал крепость. С первых минут ворота оказались в центре ожесточённых боев. Во время артиллерийского обстрела ворота были сильно повреждены, а верхняя часть полностью уничтожена.

В ближайшее время[когда?] будет построен пешеходный подвесной мост для прохода к пограничному переходу.
- Ворота в 1939 году
- Внешний фасад ворот  в 2009 году